# 벌머주이바로시

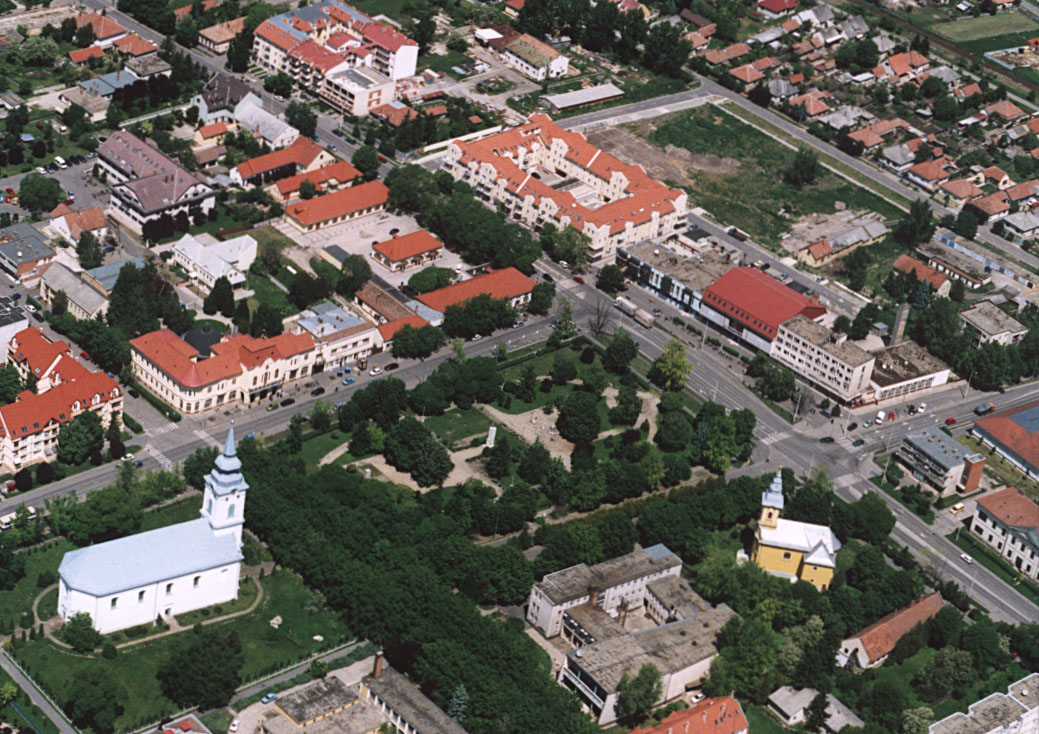
벌머주이바로시

벌머주이바로시(헝가리어: Balmazújváros)는 헝가리 허이두비허르주의 도시로 면적은 205.45km2, 인구는 18,149명(2001년 기준), 인구 밀도는 88.34명/km2이다.

시 문장

## 자매 도시
- 폴란드 완추트